# Xiong Shili
Xiong Shili (ur. 18 lutego 1885, zm. 23 maja 1968) – chiński filozof neokonfucjański. Stworzył oryginalny system, będący syntezą myśli buddyjskiej, konfucjańskiej i elementów filozofii zachodniej.
Urodził się w prowincji Hubei, w ubogiej wiejskiej rodzinie. W młodości działał w opozycji antymandżurskiej. W stronę filozofii zwrócił się na skutek kryzysu duchowego, jaki przeżył po ukończeniu 30. roku życia; w znacznej mierze był samoukiem. Początkowo studiował nauki buddyjskie w Nankinie pod kierownictwem Ouyanga Jingwu. W 1922 roku rozpoczął wykłady na Uniwersytecie Pekińskim, wiążąc się odtąd trwale z tą uczelnią. W tym okresie porzucił także buddyzm na rzecz konfucjanizmu. Po przejęciu władzy w Chinach przez komunistów w 1949 roku w przeciwieństwie do wielu innych myślicieli zdecydował się pozostać w kraju, choć otwarcie krytykował marksistowski materializm. W 1954 roku osiadł w Szanghaju. Wraz z rozpoczęciem w 1966 roku rewolucji kulturalnej został poddany szykanom.
Głównym dziełem Xionga jest wydana w 1932 roku praca Xin Weishilun (新唯识论, Nowa wykładnia Jedynie Samej Świadomości). Jego poglądy filozoficzne oparte były na wywodzącej się z buddyjskiej tradycji jogaczary koncepcji „tylko umysłu” (chin. weishi), przeinterpretowanej w duchu doktryny Księgi Przemian. Opierając się na metodologii zachodniej filozofii analitycznej wskazywał, iż neokonfucjańskie serce-umysł ma racjonalny, a nie intuicjonistyczny charakter. Owo serce-umysł w interpretacji Xionga jest Najwyższą Rzeczywistością, pierwotną substancją wszelkiego bytu oraz podstawą wszelkiej wiedzy i działania. Wiedza i działanie są nierozdzielne, to jak myślimy i co myślimy to jedynie dwa równorzędne aspekty tego samego procesu. Cały świat w filozofii Xionga znajduje się w nieustannym, twórczym procesie przemiany, a podział na to co wewnętrzne i zewnętrzne jest jedynie pozorny. Zrozumienie tego procesu i życie w zgodzie z sercem-umysłem oznacza praktykowanie cnoty humanitarności, będącej podstawą wszelkiej moralności.
Jego myśl wywarła wpływ na Tanga Junyi, Mou Zongsana i Xu Fuguana.